# Relaciones Nigeria-Uruguay
Las relaciones Nigeria-Uruguay son las relaciones exteriores entre Nigeria y Uruguay. Nigeria tiene una embajada en Buenos Aires, Argentina y el embajador está acreditado en Uruguay. Uruguay tiene una embajada en Pretoria, Sudáfrica, el embajador que es concurrente a Nigeria y un consulado honorario en Lagos. En un futuro próximo, el embajador uruguayo en Angola estará a cargo de Nigeria.
El comercio entre ambos países es significativo, con Uruguay comprando petróleo y vendiendo pescado, cereales, productos lácteos y otros productos básicos a Nigeria. Existe una Cámara de Comercio Uruguay-África, que abarca el comercio entre Uruguay y diferentes países africanos.
Ambos países son miembros del Grupo de los 77.